# José Silva Sánchez, Padilla
José Silva Sánchez är en ort i Mexiko.   Den ligger i kommunen Padilla och delstaten Tamaulipas, i den centrala delen av landet, 500 km norr om huvudstaden Mexico City. José Silva Sánchez ligger 187 meter över havet och antalet invånare är 255.
Terrängen runt José Silva Sánchez är platt. Runt José Silva Sánchez är det glesbefolkat, med 20 invånare per kvadratkilometer. Närmaste större samhälle är Guillermo Zúñiga, 14,6 km sydväst om José Silva Sánchez. Trakten runt José Silva Sánchez består till största delen av jordbruksmark.